# Artikel 1 des Grundgesetzes für die Bundesrepublik Deutschland
Der Artikel 1 des deutschen Grundgesetzes garantiert die Unantastbarkeit der Menschenwürde sowie die Bindung der staatlichen Gewalt an die nachfolgenden Grundrechte (Artikel 2 bis 19) der bundesdeutschen Verfassung. Ebenso wie Artikel 20 GG steht auch Artikel 1 unter dem Schutz der in Artikel 79 formulierten Ewigkeitsklausel und darf daher vom verfassungsändernden Gesetzgeber inhaltlich weder abgeschafft noch in den Grundaussagen verändert werden.

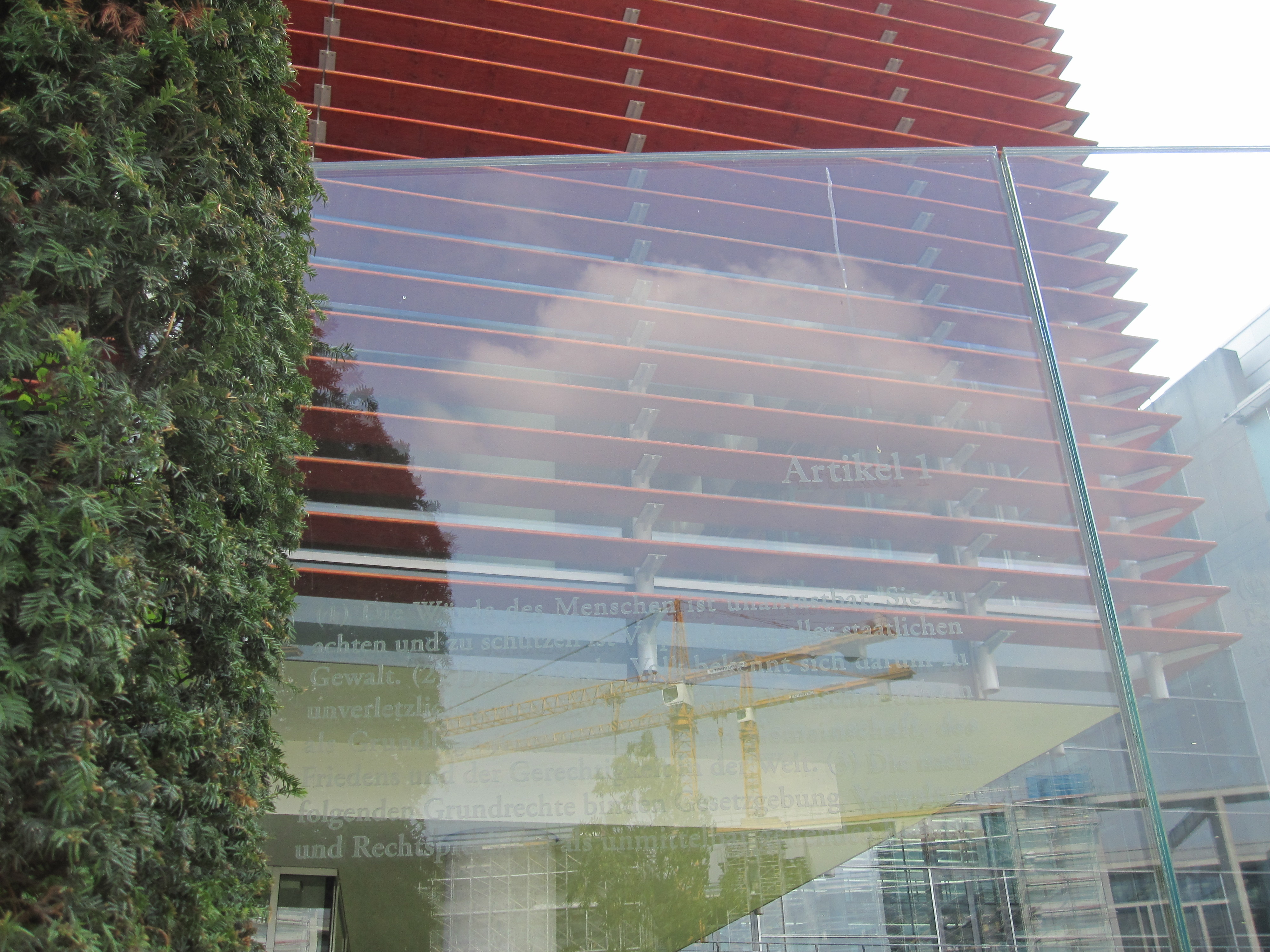
Artikel 1 des Grundgesetzes – eine Arbeit von Dani Karavan an den Glasscheiben zur Spreeseite beim Jakob-Kaiser-Haus des Bundestages in Berlin

## Wortlaut
(2) Das Deutsche Volk bekennt sich darum zu unverletzlichen und unveräußerlichen Menschenrechten als Grundlage jeder menschlichen Gemeinschaft, des Friedens und der Gerechtigkeit in der Welt.

## Erläuterungen zu den einzelnen Absätzen

### Absatz 1
Die Würde des Menschen stellt den obersten Verfassungsgrundsatz dar, an dem folglich alle staatliche Gewalt ihr Handeln auszurichten hat. Sie ist daher Maßstab für Legislative, Exekutive und Judikative. Der Staat hat alles zu unterlassen, was die Menschenwürde beeinträchtigen könnte. Ein Eingriff in den Achtungsanspruch der Menschenwürde stellt nach herrschender Meinung auch eine verbotene Verletzung dar, es existieren danach weder verfassungsrechtliche Rechtfertigung noch Schranken. In der Interpretation des Artikels ist umstritten, ob die Menschenwürde als über-positives Recht (Naturrecht) aufzufassen ist oder ob sie als positives Recht zu gelten hat. Ebenfalls ist umstritten, ob die Menschenwürdegarantie ein eigenes Grundrecht darstellt. Dies ist jedoch von nur begrenzter praktischer Relevanz, da ansonsten die Verletzung des jeweils einschlägigen Grundrechts in Verbindung mit dem objektiven Verfassungsgrundsatz der Menschenwürde gerügt werden könnte. In der Diskussion über die Reichweite der Unantastbarkeit der Menschenwürde stehen etwa der Embryonenschutz oder das Folterverbot. Weitere Themen sind Fragen, inwieweit Arbeit als Element der Menschenwürde gefördert, bereitgestellt und verteidigt werden muss, ob Abschiebungen oder Lauschangriffe mögliche Verstöße gegen die Menschenwürde sind, oder nach welchen Kriterien Strafverfahren im Konflikt mit der Beachtung der Menschenwürde stehen können.

### Absatz 2
So wie der erste Absatz und auch ein Großteil des deutschen Grundgesetzes, so ist auch dieser Absatz eine Reaktion auf die menschenverachtenden Ereignisse des Zweiten Weltkrieges, mit dem ethisch und moralisch fundamentalen Hintergedanken, dass sich diese niemals wiederholen sollen. Darum werden hier die Menschenrechte in das Grundgesetz integriert, ähnlich dem Völkerrecht in Art. 25.

### Absatz 3
Das Bundesverfassungsgericht äußerte sich bereits 1957 zur Bedeutung des dritten Absatzes von Artikel 1 GG: 

„Art. 1 Abs. 3 GG kennzeichnet nicht nur grundsätzlich die Bestimmungen des Grundrechtsteiles als unmittelbar geltendes Recht, sondern bringt zugleich den Willen des Verfassunggebers zum Ausdruck, daß der Einzelne sich der öffentlichen Gewalt gegenüber auf diese Normen als auf Grundrechte im Zweifel soll berufen können.“

– BVerfGE 6, 386
Im Gegensatz zum Beispiel der Weimarer Verfassung, welche lediglich Programmsätze enthielt, binden die im Grundgesetz verankerten Grundrechte die Gesetzgebung, die vollziehende Gewalt und die Rechtsprechung als unmittelbar geltendes Recht. Dies bedeutet, dass die Grundrechte Rechtsansprüche des Einzelnen gegenüber dem Staat begründen. Eingriffe in die Grundrechte, die Grundrechte nicht selbst vorsehen und die sich nicht aus anderen Verfassungswerten ergeben, sind daher unzulässig. Der Bürger kann unter Berufung auf die Grundrechte klagen. Sollte der Bürger nach Erschöpfung des Rechtswegs der Meinung sein, dass immer noch eine Grundrechtsverletzung besteht, kann er das Bundesverfassungsgericht im Wege einer Verfassungsbeschwerde anrufen.